# Challenger DCNS de Cherbourg 1994
Il Challenger DCNS de Cherbourg 1994 è stato un torneo di tennis facente parte della categoria ATP Challenger Series nell'ambito dell'ATP Challenger Series 1994. Il torneo si è giocato a Cherbourg in Francia dal 14 al 20 febbraio 1994 su campi in sintetico indoor.

## Vincitori

### Singolare
Thierry Guardiola ha battuto in finale  Lionel Roux con il punteggio di 6–4, 6–4

### Doppio
Neil Broad /  Johan De Beer hanno battuto in finale  Donald Johnson /  Kent Kinnear con il punteggio di 7–6, 2–6, 6–3